# Clemensia infuscata
Clemensia infuscata là một loài bướm đêm thuộc phân họ Arctiinae, họ Erebidae.